# Krzysztof Nieciąg
Krzysztof Nieciąg (ur. 18 kwietnia 1975 roku w Mikołowie)  – niezależny polski duchowny, arcybiskup Kościoła Wspólnot Chrześcijańskich.

## Życiorys
Po ukończeniu Formacji Duchowej w Ewangelicznym Kościele Apostolskim 1999 roku, został ordynowany dnia 21 kwietnia 2000 roku na urząd pastora. Pracę duszpasterską rozpoczął od roku 2009 jako administrator Wspólnoty Śląskiej Bethlehem w Chruszczobrodzie, której był założycielem. Dnia 2 lutego 2013 roku przyjął święcenia prezbiteratu w Zjednoczonym Ekumenicznym Kościele Katolickim i został moderatorem całej wspólnoty na terenie Śląska.
14 marca 2014 roku został wybrany przez Radę Kościoła Wspólnot Chrześcijańskich w Polsce i Synod Diecezjalny Ekumenicznego Kościoła Apostolskiego (EACD) biskupem diecezji polskiej, a w urząd został wprowadzony po otrzymaniu sakry biskupiej dnia 12 lipca 2014 roku z rąk J.E. ks. abpa Petera Beckera w Berlinie.
Dnia 24 września 2014 roku został podniesiony do godności arcybiskupiej i tym samym został Zwierzchnikiem Kościoła Wspólnot Chrześcijańskich w Polsce.

## Działalność charytatywna
Jest współzałożycielem Ekumenicznej Fundacji Bethlehem w Siemianowicach Śląskich, założonej 14 lutego 2014 roku. Był prezesem tej fundacji przez dwa lata.

## Wykształcenie
24 listopada 2014 roku otrzymał dyplom doktora teologii Metropolitalnego Uniwersytetu Chrześcijańskiego w USA.